# HD167288
HD167288 — хімічно пекулярна зоря спектрального класу B7, що має видиму зоряну величину в смузі V приблизно  8,7.
Вона  розташована на відстані близько 7955,0 світлових років від Сонця.

## Пекулярний хімічний склад
Зоряна атмосфера HD167288 має підвищений вміст 
Si
.